# 有妖气
有妖气原创漫画梦工厂，简称有妖气，是中国原创漫画平台，隶属于北京四月星空网络技术有限公司，于2009年10月15日正式上线，并在同年10月上线原创漫画网站“www.u17.com”，创始人为周靖淇（妖气君）、董志凌、于相华，网站的虚拟形象代言为妖气娘和妖果兽。2022年12月31日停止服务，并入Bilibili漫画。

## 历史
有妖气网站创建于2006年，是80后动漫迷交流的网络小站（u17.com.cn），当时创建者周靖淇将自己收藏的国内外漫画分享在小站上。2009年6月，有妖气得到盛大网络投资，开始商业化运作，从此开始转变为原创漫画平台。2009年9月15日，网站开始内测。2009年10月15日，网站正式上线。
有妖气聚集了一批优秀的原创漫画作者。据有妖气网站官方数据统计，截至2012年2月，有妖气网站日平均点击量800万次，月访问量约1500万人，漫画作品数量超过6000部，有超过2000名以上的漫画作者。2013年年初，有妖气注册用户数为300万，月访问用户数为2000多万，官方宣称每月能更新5000章节的漫画。2015年年初，有妖气占漫画市场份额60%以上，拥有8000部漫画的版本，注册用户600多万，月访问用户数为2000万至3000万。
2015年8月11日，奥飞娱乐宣布以9.04亿元人民币购买北京四月星空公司100%股权，根据官方统计数据，此时有妖气网站注册用户超过730万人，活跃访问用户达800万，日均页面浏览量约为80万，拥有1.7万名常驻漫画家，同时有4万部漫画正在平台进行连载，高热度漫画达到100部以上。
2021年11月19日，据奥飞娱乐发布的深交所公告披露，哔哩哔哩已全资收购有妖气。
2022年9月1日，有妖气漫画宣布将于12月31日关停，未来将在哔哩哔哩漫画继续提供服务。

## 互动

### 留言吐槽
2010年有妖气上线了吐槽系统，在有妖气网站上，读者可以在漫画上任意地方进行留言。2014年12月2日，中华人民共和国文化部发布违法违规黑名单，以血腥、色情为由对排名靠前的网络动漫网站逐一排查，文化部文化市场司副司长刘强称：“网友可以在动漫产品的任意位置添加任意评论，却未对内容进行限制和过滤，网友的语言伴随着低俗的画面愈发露骨和下流。”

### 为台词配音
2013年8月1日，有妖气开启为期15天的漫画配音系统内测，网友可以为漫画配音。推出配音系统是为了提高漫画的阅读体验和发掘优秀的配音演员。读者可以为好配音点赞，被点赞次数多的配音排名会靠前。从8月上线到9月9日，有妖气的配音突破10万条。

## 盈利和运作
有妖气的营收主要来自站内广告、游戏联运和VIP增值服务。

### 上传漫画
有妖气上的漫画可以通过网络上传。有妖气实行自由发表制度，注册成为有妖气的用户后，便可自由发表自己的原创漫画，漫画上传完章节并通过审核后在有妖气网站正式显示。有妖气不签漫画作者，而是签约漫画作品和作品的运营权。月票是漫画作者的重要收入，不过即使是十万个冷笑话这样的高人气漫画，每月也只能拿到3000元左右的月票，大部分职业作者会在每话漫画最后一页后面增加特殊一页来求月票。有妖气会为签约的作品提供稿费，如果作品进行了其他领域的开发，作者可以再从中获得一部分收入。在激励作者创建方面，有妖气举办“追梦寻妖”漫画大赛，有妖气优秀的新出漫画作品可以参加评选，获奖的漫画作者可以得到奖金、证书、奖杯和日本行，还能与有妖气签约。2014年推出梦想激励计划，创建更多奖项，每年发放100万元以上金额的奖励。有妖气施行SA级漫画规则，收藏数达20000并且漫画2个月内更新为S级漫画，收藏数达5000并且漫画2个月内更新为A级漫画，在有妖气首页SA级作品区进行推送，未授权的漫画不会在SA漫画区显示。

### VIP服务
有妖气部分漫画实行VIP章节制度，最新一话章节需要会被“封印”，被“封印”的最新章节带有红V标志无法阅读，而VIP可以不受限制阅读最新话。月票是VIP用户的特权，每位VIP用户每月可以获得13-15张月票（6.5-7.5元人民币），用户可以将月票投给自己喜欢的作品。漫画作者每得到一张月票就可以获得0.5元，保底100元，而同一位用户每月最多可以给一个漫画投3张月票（1.5元人民币），如果用户想送更多月票给作者，也可以消耗妖气币。VIP的其他特权有：修改昵称、增加关注和书架上限、个性标识（个性吐槽、头像等）、看漫画无广告、增加漫画阅读模式、付费章节折扣等。

### 漫画到其他领域
2014年，有妖气推出手机游戏业务，同年底，有妖气开始推出动画和电影。有妖气做网络动画，通过在动画上植入广告的方式盈利。2015年年初有妖气与其他公司合作推出十万个冷笑话电影，在元旦档期获得1.19亿元人民币的票房。有妖气漫画雏蜂的动画由日本制作。第七届中国国际影视动漫版权保护和贸易博览会上，奥飞动漫宣布和有妖气以及其他大公司合作启动国漫“U计划”——在未来三年开发20部电影、15部电视剧、15部网络剧和50部游戏，包括《端脑》、《镇魂街》、《雏蜂》。